# John Needham

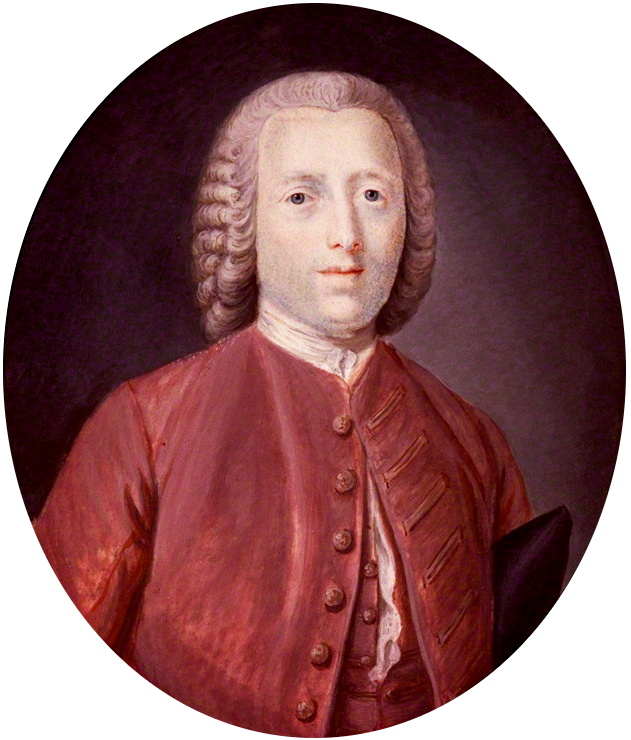
John Turberville Needham, portret door Jean-Baptiste Garand

John Turberville Needham FRS (10 september 1713-30 december 1781) was een Engels bioloog en rooms-katholieke priester.
Hij werd voor het eerst blootgesteld aan natuurlijke filosofie toen hij op het seminarie zat. Hij publiceerde later een artikel dat, hoewel het onderwerp voornamelijk over geologie ging, de mechanica van pollen beschreef en erkenning kreeg in de botanische gemeenschap.
Needham deed experimenten met jus en later bedorven tarwe, in containers. Dit was om te experimenteren met spontane generatie. Needham was benieuwd hoe deze term relevant was. De experimenten bestonden uit het kort koken van een bouillonmengsel en het vervolgens afkoelen van het mengsel in een open houder tot kamertemperatuur. Later zouden de kolven worden verzegeld en een paar dagen later zouden microben groeien. Die experimenten leken aan te tonen dat er een levenskracht was die spontane generatie voortbracht. Tegenwoordig is bekend dat de kooktijd onvoldoende was om endosporen van microben te doden en dat het koelen van open flessen aan de lucht microbiële besmetting zou kunnen veroorzaken. Er kon ook worden vastgesteld dat Needham niet de juiste steriele techniek gebruikte. Zijn experimenten werden later uitgedaagd en herhaald door Lazzaro Spallanzani, een Italiaanse wetenschapper. Met een iets ander protocol (met een langere kooktijd) liet Spallanzani geen microben groeien in zijn afgesloten kolven, wat in tegenspraak was met de bevindingen van Needham.
Hij wordt vaak verondersteld een Ierse jezuïet te zijn, een mythe die door Voltaire werd gecreëerd tijdens een vete over spontane generatie waarin Voltaire tegen Needham en zijn theorieën was.
Hij werd lid van de Royal Society in 1747 en was de eerste katholieke priester die dat deed.
Needhams experimenten met de spontane generatie van leven, werden aangehaald door de Franse verlichtingsfilosoof Baron d'Holbach in zijn atheïstische werk, het systeem van de natuur.